# Apsilochorema agassizi
Apsilochorema agassizi là một loài Trichoptera trong họ Hydrobiosidae. Chúng phân bố ở miền Australasia.